# Айк и Тина Тёрнеры
Айк и Тина Тёрнер (Ike & Tina Turner) — американский дуэт периода 1960—1976 гг., получивший известность благодаря своему сотрудничеству с Филом Спектором.

## Начало карьеры
В Сент-Луисе Анна (Тина Тёрнер) посещала школу Самнер Хайт Скул. В это же время старшая сестра часто брала её в ночные клубы города. Однажды в клубе «Imperial» Анна познакомилась с ритм-н-блюзовым музыкантом, уроженцем Миссисипи, Айком Тёрнером. Позже она просила его о возможности петь в его группе Kings of Rhythm («Короли Ритма»). Первоначально Айк был настроен скептически, но после большой настойчивости со стороны Анны, он, в конечном счете, позволил ей петь с ним. Таким образом, Баллок стала вокалисткой и ведущей шоу Айка под прозвищем Литл Энн (Маленькая Энн), когда ей было всего 18.

## Всеобщий успех
В 1960 году, когда запланированный для записи песни «A Fool in Love» певец не появился в студии, Анна записала вокал для песни вместо него. Эта песня стала огромным ритм-н-блюзовым хитом в США, добравшись до верхних пунктов американских чартов. Айк изменил имя Анны Баллок на «Тина Тёрнер» и название своей группы на — «Айк и Тина Тёрнер ревю» («Ike & Tina Turner Revue»). В 1962 году пара поженилась в городе Тихуана в Мексике.
Тёрнер растила четырёх сыновей — Айка-младшего, Майкла (сына Айка от предыдущих отношений), Крэйга (сына Анны, род. в 1958 году от её ранних отношений с Рэймондом Хиллом, саксофонистом из группы Айка) и Рональда (совместного сына, род. в 1961-м).
В 1960-х и 1970-х Айк и Тина росли в статусе звёзд. С изменением времён и музыкальных стилей Тина превращалась в уникальную сценическую персону — певицу и танцовщицу, заставлявшую публику трепетать на живых концертах группы. Тина и бэк-вокалисты группы, The Ikettes («Айкетки»), сочиняли сложные и электрофицирующие программы для своих выступлений, повлиявших на многих других артистов, включая Мика Джаггера (чей британский тур они открывали в 1966 году).
В 1960-х Айк и Тина записали серию хитов, включая песни «A Fool in Love», «It’s Gonna Work Out Fine», «I Idolize You» и «River Deep, Mountain High». К концу декады пара включила в свои песни современные рок-стили, переинтерпретировав многие песни для своих выступлений.
Их весьма энергичная кавер-версия песни «Proud Mary» остаётся сигнатурным хитом Тины Тёрнер. Эта песня дуэта приобрела огромный коммерческий успех, достигнув четвёртого места в чарте Billboard Hot 100 в марте 1971. Сингл также заслужил Грэмми за «Лучшее вокальное исполнение дуэтом или группой в стиле ритм-н-блюз».

## Спад популярности группы и уход Тины
В то время, как многие их оригинальные записи терпели неудачи в чартах, Айк и Тина Тёрнер Ревью восхвалялись такими исполнителями, как Роллинг Стоунз, Дэвид Боуи, Слай Стоун, Джэнис Джоплин, Джеймс Браун, Рэй Чарльз, Элтон Джон и Элвис Пресли. После выступления на одну ночь в маленьком клубе для чёрных на Юге могло последовать шоу в Лас-Вегасе или появление на национальном телевидении.
Айк был менеджером и музыкальным директором группы, управляя ей с железным кулаком. Несмотря на вдохновляющее влияние раннего рок-н-ролла и на то, что сам он был прекрасным музыкантом, его управление группой, контрактами и выступлениями в конечном счете привело к спаду популярности группы, в то время как его злоупотребление наркотиками усилилось. Такая контролирующая, и часто жестокая, атмосфера стала причиной того, что музыканты и бэк-вокалисты часто приходили и уходили из группы. Позже Тина говорила о том, что она регулярно терпела физические надругательства Айка в течение всего их брака.
В середине 1970-х брак и карьера Тины и Айка трещали по швам. Употребление наркотиков Айком приводило к чрезвычайно неуправляемому поведению и побоям. Их музыкальный успех снижался в основном из-за отказов Айка принимать внешний менеджмент для их записей и турне в то время, как его кокаиновый аппетит не унимался. Гастрольных турне становилось всё меньше, продажа их записей — ниже. Их последним совместным успешным синглом стала песня «Nutbush City Limits», написанная Тиной о городе своего детства, которая добралась до 22 места в Hot 100 и до 4 места в чарте Великобритании в 1973 году.
Открыв свою собственную звукозаписывающую студию Bolic Sound (произносится как девичья фамилия Тины — Баллок) после успеха песни «Proud Mary», Айк спродюсировал первый сольный альбом Тины — «Tina Turns the Country On» — в 1974 году. Однако альбом не обрел большого успеха в чартах, в отличие от последовавшего альбома «Acid Queen» в 1975 году, который был выпущен совместно с расхваленным дебютом Тины на большом экране, сыгравшей одноимённую роль в рок-опере The Who — «Tommy».
В 1976 году после очередного скандала и побоев перед выступлением в Далласе на уикенде, посвящённом Дню независимости, Тина оставляет Айка, убегая от него с 36-ю центами и автозаправочной кредитной карточкой в кармане. Последующие несколько месяцев она провела, скрываясь от Айка у разных друзей.

## После распада
Тина приняла новую буддистскую веру, к которой она обратилась ещё во время визита к друзьям в 1974 году, и которая придала ей мужества. Сбежав от Айка в середине турне, Тина знала, что она ответственна по закону перед организаторами за отменённое турне. Нуждаясь в заработке, она стала сольной исполнительницей, дополняя свои доходы выступлениями на телевидении в таких шоу, как «Скверы Голливуда», «Донни и Мэри», «Шоу Сонни и Шер» и «Час с Брэди Банчем».
Бракоразводный процесс был завершен в 1978 году после 16 лет совместной жизни в браке. Позже, в своей автобиографии «Я, Тина», позже лёгшей в основу фильма «На что способна любовь?», она обвинила Айка за годы супружеской жизни, наполненных скандалами, надругательствами и его безудержной тягой к наркотикам. Она ушла от него, оставив только своё сценическое имя и приняв ответственность за долги и налоги из-за отменённого тура.
В 1991 году дуэт вошёл в Зал славы рок-н-ролла.
В 1993 году вышел американский биографический фильм «На что способна любовь», посвящённый дуэту. Роль Тины исполнила Анджела Бассетт, Айка Лоренс Фишберн. Специально для фильма Тина запустила одноимённый саундтрек What’s Love Got to Do with It, для которого она в том числе переписала старые песни дуэта, некоторые из которых не исполняла с момента развода с Айком.
15 ноября 1994 года вышел сборник ремиксов Тины Тёрнер The Collected Recordings – Sixties to Nineties, на первом диске которого представлены ремиксы песен дуэта.
12 декабря 2007 года Айк скончался в возрасте 76 лет по официальной версии от передозировки наркотиков. Тина Тёрнер опубликовала краткое заявление через своего представителя относительно смерти своего бывшего мужа Айка: «Тина знает, что Айк ушёл из жизни сегодня. Она не имела никаких контактов с ним на протяжении 35 лет. Никаких дальнейших комментариев сделано не будет».
А 24 мая 2023 года на 84-м году жизни умерла Тина Тёрнер в своём доме в Кюснахте (Швейцария) после продолжительной болезни.

## Дискография
- 1960: The Soul Of ike & Tina Turner
- 1960: Dance With The Kings Of Rhythm
- 1961: The Sound Of Ike & Tina Turner
- 1961: Dance With ike & Tina Turner
- 1961: Dynamite!
- 1961: Don’t Play Me Cheap
- 1962: Festival Of Live Performances
- 1962: it’s Gonna Work Out Fine
- 1964: Please Please Please
- 1964: The Soul Of Ike & Tina Turner
- 1964: Ike & Tina Turner Revue Live
- 1965: ike & Tina Turner Show
- 1966: River Deep — Mountain High
- 1968: So Fine
- 1969: Cussin' Cryin' & Carrying On
- 1969: Get It Together!
- 1969: Her Man, His Woman
- 1969: A Black Man’s Soul
- 1969: The Hunter
- 1969: Outta Season
- 1969: In Person
- 1970: Come Together
- 1970: Workin' Together
- 1971: Live In Paris
- 1971: What You Hear Is What You Get — Live At Carnegie Hall
- 1971: Bad Dreams
- 1971: 'Nuff Said
- 1972: Feel Good
- 1972: Ike & Tina Turner’s Greatest Hits
- 1972: Let Me Touch Your Mind
- 1973: The World Of Ike & Tina Turner
- 1973: Nutbush City Limits
- 1974: Strange Fruit
- 1974: Sweet Island Rhode Red
- 1974: Gospel According To Ike & Tina
- 1977: Delilah’s Power
- 1978: Airwaves
- 1978: Love Explosion
- 1984: Tough Enough
- 1987: The Ike & Tina Turner Sessions
- 1987: The Best Of Ike & Tina Turner
- 1988: Fingerpoppin' — The Warner Brothers Years
- 1991: Best Of Ike & Tina Turner

### Ike Turner (выборочно)
- 1972: Blues Roots
- 1978: I’m Tore Up

### The Kings of Rhythm
- 1984: Hey Key
- 1986: Rockin' Blues
- 1988: Ike Turner & His Kings Of Rhythm Volums 1 & 2
- 1988: Talent Scout Blues

### Связанные
- 1993: What’s Love Got to Do with It
- 1994: The Collected Recordings – Sixties to Nineties диск 1, сборник ремиксов